# Brownea ariza
Brownea ariza är en ärtväxtart som beskrevs av George Bentham. Brownea ariza ingår i släktet Brownea och familjen ärtväxter. Inga underarter finns listade i Catalogue of Life.

## Bildgalleri

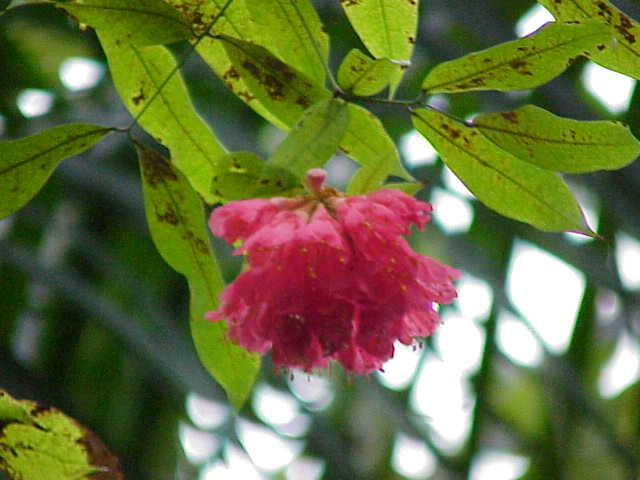
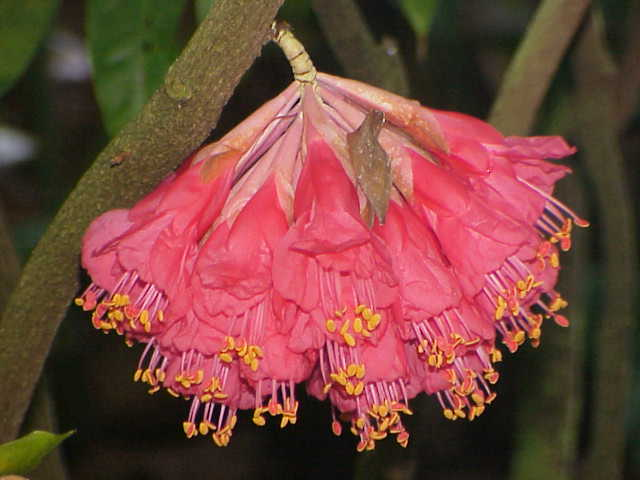
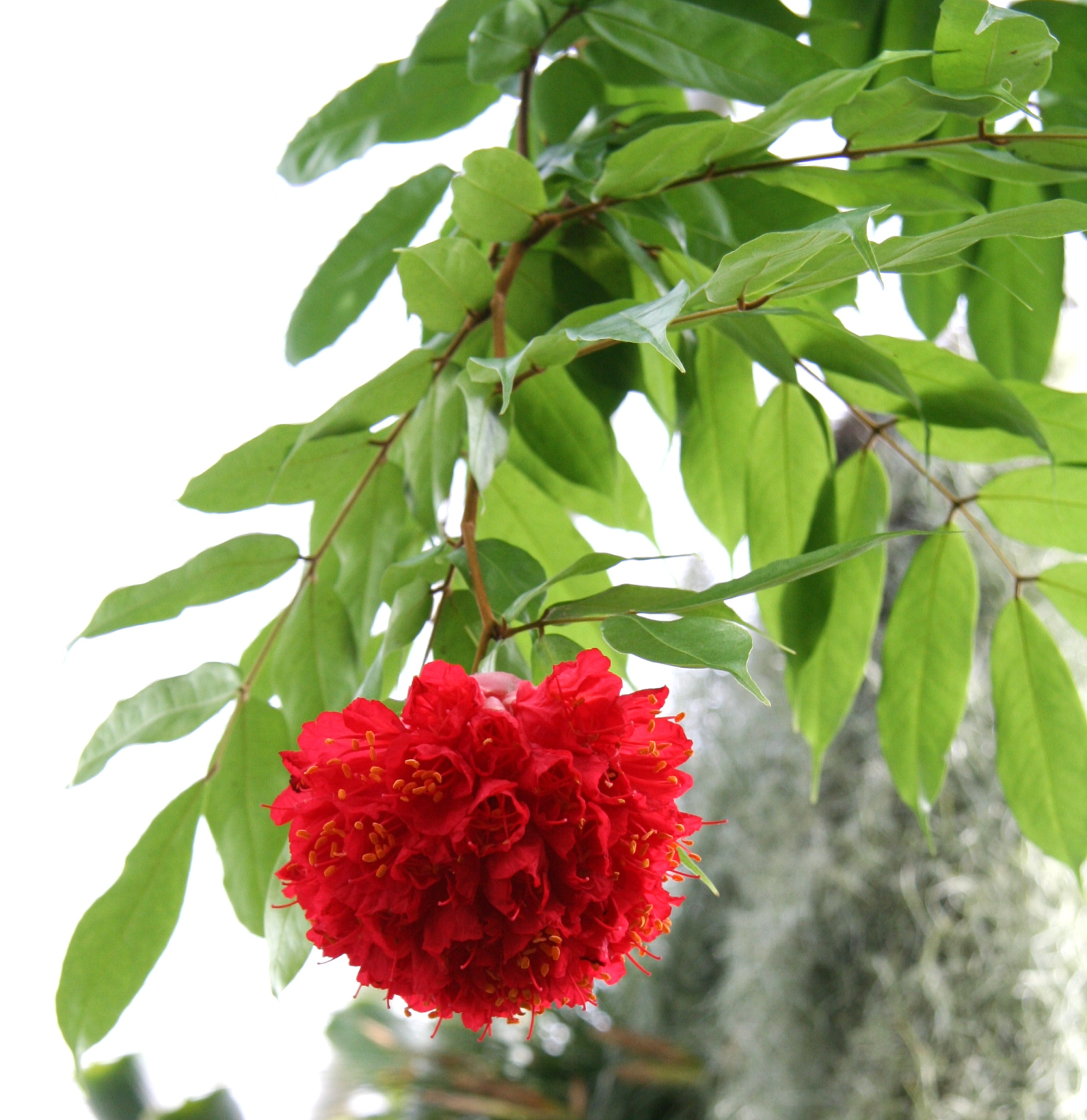